# Markieren

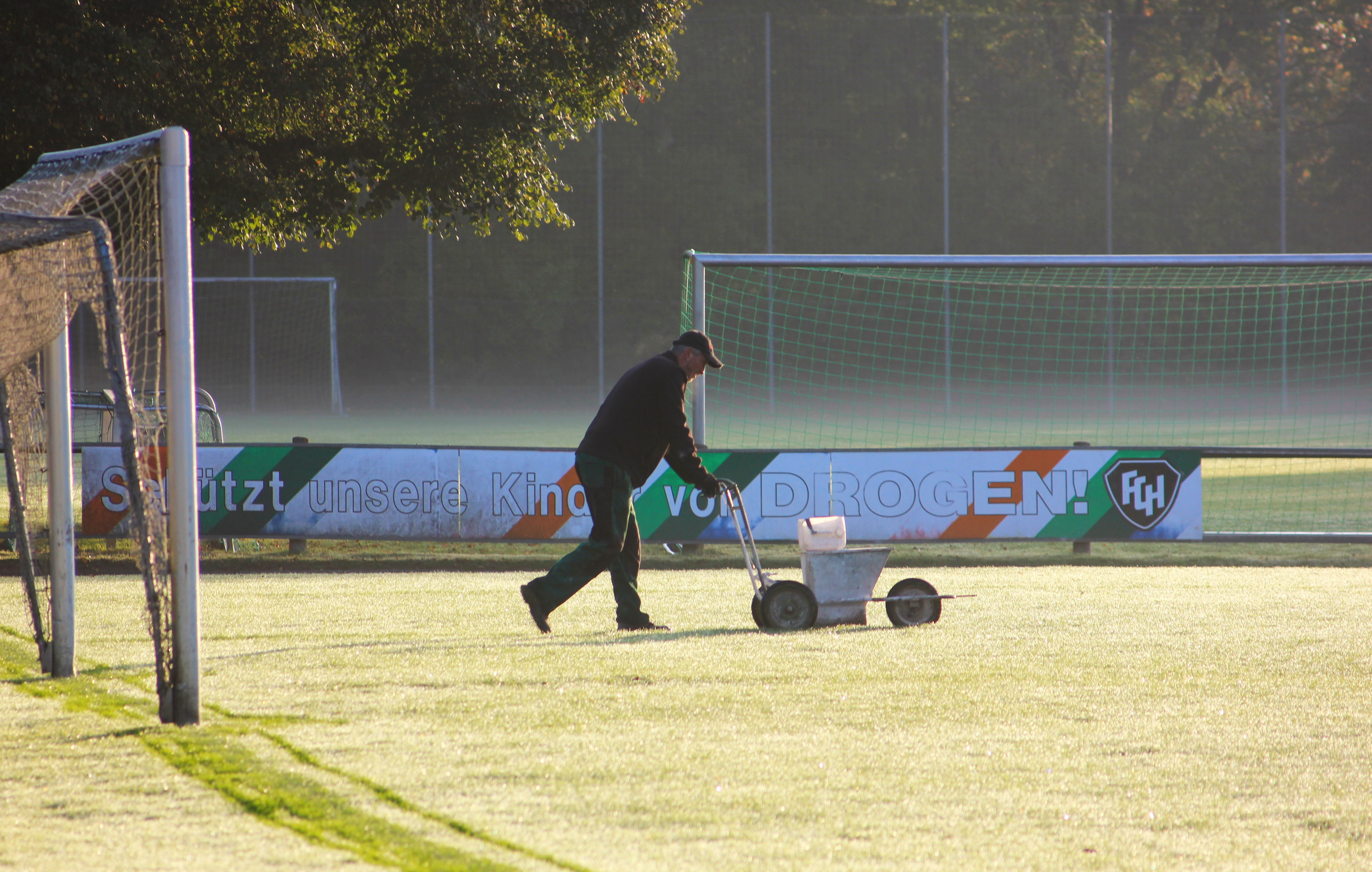
Markieren der Linien eines Fußballfeldes

Das Markieren ist eine der grundlegenden Methoden des Kennzeichnens in der Produktionstechnik und Sicherheitstechnik und zur Produktkennzeichnung im Qualitätsmanagement. Es ist das Anbringen bestimmter Merkmale (der Marke oder Markierung auf Objekten).

## Markierverfahren
Grundlegende Verfahren:
- Etikettieren (Labelling)
- Bedrucken
- Nadelmarkieren (Nadelprägen)
- Ritzmarkieren
- Lasermarkieren
- elektrochemische Markierverfahren

Man unterscheidet berührungslose Verfahren (Lasermarkieren, Tintenstrahldrucken u. ä.) und berührende Verfahren (Veränderungen der Oberfläche), sowie Permanentmarkierung (unentfernbare Markierungen) und reversible Markierungen.
Eng verbunden mit den Markierverfahren sind in der Markiertechnik auch die zugehörigen Lese- und Verifiziereinrichtungen.

## Beispiele

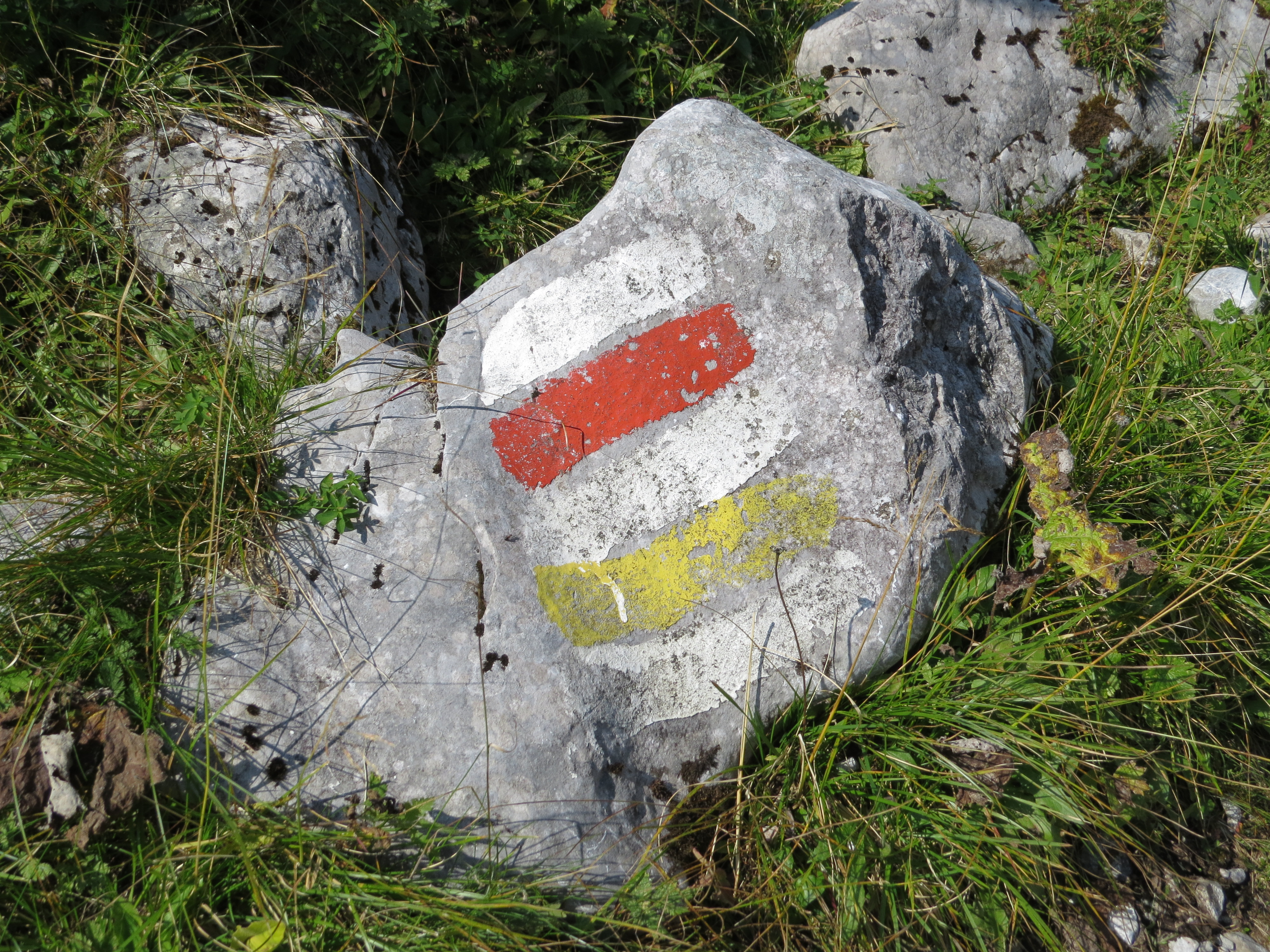
Markierungsstein auf einem Wanderweg auf der Rax, Österreich

- Ablaufkontrolle in Produktionsprozessen
  - Passer im Druckwesen
  - Passermarke im Formenbau des Gußwesen sowie bei Leiterplatten in der Elektronik
- Die Markierung einer Gefahrenquelle oder der davon ausgehenden Gefährdung – Markierungen dienen der hinweisenden Sicherheit
  - Gefahrensymbole
  - Gefahrzettel und Gefahrentafel in der Gefahrgutkennzeichnung
  - Die Markierung eines Wanderweges durch Anbringung von Plaketten an Bäumen
  - Die Markierung einer Skipiste durch Aufstellen von Begrenzungspfählen
  - Die Kennzeichnung von Verkehrsflächen durch Fahrbahnmarkierungen und Verkehrszeichen
- Produktkennzeichnung
  - Punzierung, die Markierung von veredelten Metallen
  - Gießuhr bei Gießereiprodukten
  - Anbringen von RFID-Chips und anderen Respondern, oder interaktiven Transpondern
  - Die Markierung von Herdenvieh mittels eines Brandzeichens. Rinder werden seit der BSE-Krise durch eine Lebensohrmarkennummer markiert.

- Abgrenzung von Territorien
  - Reviermarkierung, durch Wild- und Haustiere
  - Grenzmarkierungen von politischen oder administrativen Grenzen, Zollgrenzen oder Grundstücksgrenzen

- Sonstige Markierungen
  - Zinken (Geheimzeichen), geheime Markierungszeichen des fahrenden Volkes
  - Eine unauffällige Markierung für Spielkarten, siehe Gezinkte Karten
  - Markierung zur Kennzeichnung des Trassenverlaufes von Rohrleitungen; siehe Marker (Sichtmarker)
  - In der Luftfahrt ein Signal, das den Beginn einer Landebahn markiert, siehe Funkfeuer
  - Markierungslampen für Hochspannungsleitungen um tief fliegenden Luftfahrzeugen einen optischen Hinweis auf das Hindernis zu geben.